# Gouvernement Castillo IV
Pour les articles homonymes, voir Gouvernement Castillo.
Castillo III Castillo V
Le quatrième gouvernement Castillo est le gouvernement de la République du Pérou entre le 8 février et le 25 novembre 2022, dont le président est Pedro Castillo.

## Contexte
La nomination du quatrième gouvernement intervient dans le contexte de tentative de résoudre une crise politique. La démission de Mirtha Vásquez le 31 janvier 2022 et du second gouvernement Castillo, est suivie par la nomination le lendemain d'Héctor Valer et du troisième gouvernement.
La majorité des groupes parlementaires annoncent ne pas voter pour le nouveau gouvernement, celui-ci démissionne le 5 février. Pedro Castillo consulte alors jusqu'au 7 février un certain nombre de conseillers, proches et ministres.
Par exemple, le 6 février, il consulte pendant quatre heures le ministre Roberto Sánchez, ou encore Hernando Cevallos et l'ancien ministre Jorge Nieto (es), ces trois noms sont évoqués en rumeur pour être président du Conseil. Tandis que Pérou libre propose Waldemar Cerrón (es).
Finalement, après trois jours de suspense et différentes consultations, Pedro Castillo annonce son gouvernement le 7 février au soir. À 19h, soit une heure avant la cérémonie, la presse évoque une rumeur de la prochaine nomination d'Aníbal Torres.

## Historique

### Nomination
Le 8 février à 20 h 15, Aníbal Torres est nommé président du Conseil puis prête serment. L'ancien ministre de la Justice pendant trois gouvernements est nommé à ce poste, dont le nouveau gouvernement se veut selon le président, « large » et ouvert aux « forces politiques »,.

### Stratégie et réactions
La composition du gouvernement du point de vue de la coalition reste la même que le précédent, néanmoins, celui-ci semble pouvoir davantage rassurer le Congrès, puisqu'il est composé de 14 ministres indépendants, une première au sein d'un cabinet de Castillo.
Cette majorité de ministres indépendants semble être une stratégie pour s'assurer les 66 voix nécessaires lors du vote de confiance, dont celles des partis centristes ou de centre-droit sont indispensables. Néanmoins, ces mêmes partis (APP, AP et SP) semblent être méfiants et vont déterminer leur vote lors de la séance de présentation.
Une autre stratégie semble être visible dans la composition du gouvernement, puisque Pedro Castillo a nommé une majorité de ministres membres ou proches de Pérou libre, sans doute une stratégie pour éviter le vote d'une vacance présidentielle par ce même parti et éviter les précédentes divisions dans le soutien au gouvernement.
Quelques jours après l'annonce de la nomination, des réactions se multiplient, déplorant notamment le départ d'Hernando Cevallos, unanimement salué dans sa gestion de la crise du Covid-19 et de la campagne de vaccination. Son successeur, Hernán Condori, est critiqué pour sa pratique de la médecine et de promotions de produits pharmaceutique comme l'eau cluster, le Collège médical du Pérou demandant sa démission.
Cette nomination provoque une crise au sein du ministère de la Santé, entrainant la démission du vice-ministre de la Santé publique, Gustavo Rosell, et de cinq conseillers. Le même jour, en raison des polémiques, le Parti violet présente une motion afin de convoquer le ministre au Congrès.

### Vote de confiance
Le vote de confiance du gouvernement d'Aníbal Torres a lieu devant le Congrès le 8 mars 2022, à l'issue du discours du président du Conseil et le débat entre les parlementaires qui a duré près de cinq heures, et une manifestation en faveur du gouvernement qui a lieu au même moment devant l'institution parlementaire, le gouvernement obtient la confiance du parlement monocaméral avec 64 voix pour, 58 contre et 2 abstentions.
Comme prévu, le gouvernement a bénéficié d'une courte dose de voix pour grâce aux groupes minoritaires du PD, SP et PP, et des voix minoritaires d'APP qui ont également voté pour et a bénéficié de l'appui quasi unanime d'AP.
| Président du Conseil des ministres | Gouvernement | Date du vote                          | Vote       |    |    |    |   |    |   | PD |   |   |   | NI | Total |
| --- | ------------ | ------------------------------------- | ---------- | -- | -- | -- | - | -- | - | -- | - | - | - | -- | ----- |
| Aníbal Torres (Indép.) | Castillo IV  | 8 mars 2022 Majorité requise : simple | Oui        | 31 | 0  | 12 | 4 | 0  | 0 | 6  | 3 | 3 | 5 | 0  | 64    |
| Aníbal Torres (Indép.) | Castillo IV  | 8 mars 2022 Majorité requise : simple | Non        | 0  | 22 | 2  | 9 | 10 | 9 | 0  | 2 | 1 | 0 | 3  | 58    |
| Aníbal Torres (Indép.) | Castillo IV  | 8 mars 2022 Majorité requise : simple | Abstention | 0  | 0  | 0  | 2 | 0  | 0 | 0  | 0 | 0 | 0 | 0  | 2     |
| Notes : - La présidente du Congrès, Maricarmen Alva, ne prend pas part au vote. - L'ancien président du Conseil Guido Bellido et également congressiste () a voté pour. - Le ministre Roberto Sánchez et également congressiste (), a voté pour. - 6 députés sont absents |              |                                       |            |    |    |    |   |    |   |    |   |   |   |    |       |

### Évolution

#### Motions de censure contre deux ministres (mars - avril 2022)
|  |

##### Démission de Juan Silva Villegas
Le 24 février 2022, une motion de censure contre le ministre des Transports Juan Silva Villegas est signée par 33 parlementaires et déposée au Congrès de la République. Celle-ci a été créée à l'initiative du groupe Force populaire, et également signée par les autres groupes d'opposition du centre droit ou de droite comme Rénovation populaire, En avant pays, Alliance pour le progrès et Nous sommes le Pérou.
La motion de censure évoque une nomination du ministre sans que celui-ci ait « la capacité et l'aptitude nécessaire à l'exercice du poste, ni enregistrer aucun type d'expérience, d'éducation ou de formation dans l'administration publique, encore moins en matière de transports et de communications », les parlementaires soulignant que la gestion et le bilan du ministre a eu « un nombre incalculable d'erreurs et d'illégalités ».
La volonté de constitution d'un réseau et de nombreux actes de corruptions est souligné par un rapport du contrôleur général de la République, Nelson Shack et la démissionnaire vice-ministre Fabiola Caballero.
Le 1er mars 2022, la motion de censure est débattue au Congrès en séance. Celle-ci a débuté a 20h, et est suspendue deux heures plus tard vers 22h avec l'annonce sur Twitter par Pedro Castillo de la démission de son ministre Juan Silva Villegas.
Le 5 mars 2022, soit quelques jours après la démission de Juan Silva Villegas, le président Pedro Castillo décide la nomination de Nicolás Bustamante en tant que ministre des Transports et des Communications, il prête serment le soir même.

##### Destitution d'Hernán Condori
Le 31 mars 2022, une motion de censure contre le ministre de la Santé Hernán Condori est débattue en séance plénière au Congrès de la République. À l'issue du débat, le ministre est censuré avec 71 voix pour, 32 contre et 13 abstentions. Celle-ci intervient en raison d'une mauvaise gestion de la crise de la Covid-19 par le ministre Condori et différentes polémiques autour de son passé professionnel.
Le 7 avril 2022, Jorge López Peña prête serment en tant que ministre de la Santé, il était jusqu'alors le vice-ministre d'Hernán Condori.

#### Remaniement de mai 2022

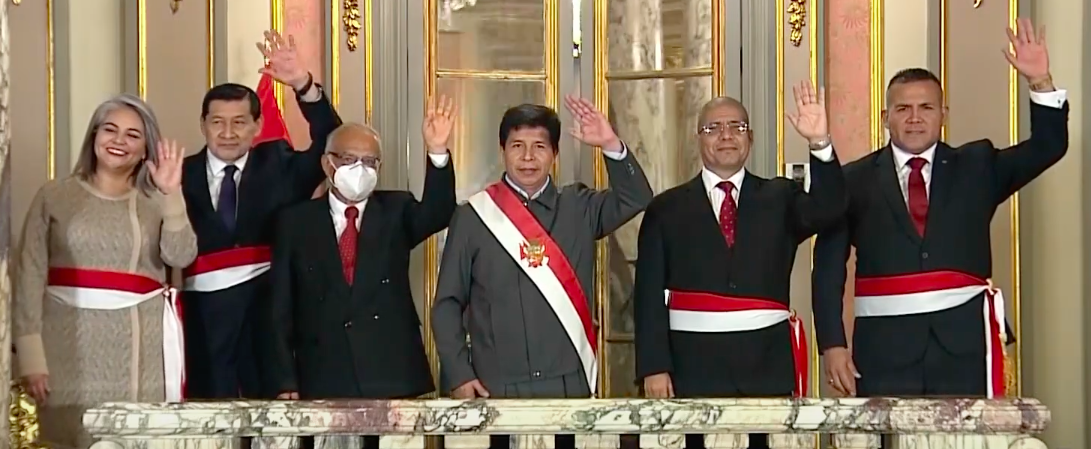
Les quatre nouveaux ministres lors de la cérémonie de prise de fonction le 23 mai 2022. (de gauche à droite : Alessandra Herrera, Juan Barranzuela Quiroga, Aníbal Torres, Pedro Castillo, Dimitri Senmache et Javier Arce Alvarado)

Le 23 mai 2022, au milieu de l'accumulation de plusieurs motions de censure par le Congrès envers quelques ministres à l'action controversée, le président Pedro Castillo décide un remaniement de son quatrième gouvernement aux portefeuilles de l'Intérieur, le Transport, le Développement Agraire et l'Énergie et des Mines.
Après l'annonce du remaniement, Waldemar Cerrón (es) évoque que ces décisions « ont été prises sans consulter le Parti, les bancs du Pérou libre et le banc des enseignants, ce sont les propres décisions du Président », soulignant que ce nouveau groupe (le bloc des enseignants) n'a pas été pris en compte dans le remaniement.
L'ancien ministre de l'Intérieur, Alfonso Chávarry, était visé par une motion de convocation et de censure au Congrès, en raison de sa gestion des manifestations de 2022 au Pérou en mars dernier ayant provoqué des morts et de nombreux dégâts. Cette motion avait été déposée à l'initiative des élus d'Ensemble pour le Pérou, membre du gouvernement.
L'ancien ministre du Développement Agraire Óscar Zea était au centre de deux polémiques et une critique de son action. Le pays, touché par une crise d'engrais, et dont l'action du ministre est critiquée et une polémique concernant le secrétaire général du ministre. Mais également, le ministre avait attaqué le président de la Convention nationale de l'agriculture péruvienne (Conveagro) Clímaco Cárdenas, provoquant une polémique.
L'ancien ministre de l'Énergie et des Mines, Carlos Palacios faisait l'objet de critique quant à son action, visé par des motions d'interpellation et de censure, et les nominations critiquées au sein du ministère. Il est dénoncé par les parlementaires qu'il aurait nommé au sein de l'administration selon les appartenances politiques plutôt que selon les qualités professionnelles dans les postes de direction.
Trois des nouveaux ministres (Intérieur, Transport, Énergie et des Mines) sont des indépendants et avec un parcours lié à leur expérience professionnelle. Tandis que le Développement Agraire reste préservé à un membre de Pérou libre, mais n'ayant pas d'expérience professionnelle.

#### Motion de censure de Betssy Chávez
|  |

Le 26 mai 2022, Betssy Chávez, la ministre du Travail et unique membre du gouvernement issu de Pérou démocratique est censurée par le Congrès de la République avec 71 voix pour, 28 contre et 12 abstentions. Les groupes de l'opposition de Force populaire, RP, En avant pays à APP ont motivé la censure par l'évocation d'une mauvaise gestion de l'action du ministère et d'une grève de contrôleurs aériens en avril 2022.
Lors d'une précédente motion d'interpellation et convocation de la ministre le 12 mai 2022, Betssy Chávez avait répondu aux questions des élus quant à cette même grève, les réponses de la ministre, selon les parlementaires de droite, n'étaient pas satisfaisantes sur le dossier. Selon la ministre, elle a été davantage censurée en raison de projets non évoqués le 12 mai, comme la réforme de l'avant-projet du Code du Travail.
Néanmoins, les voix des groupes d'opposition de droite évoqués précédemment ne suffisent pas à obtenir la censure d'un ou une ministre, et ce scénario a vu le jour grâce aux voix dissidentes. La ministre a également eu 9 voix pour sa censure de Pérou libre, notamment les parlementaires « cerronistes » (membres de l'aile de Waldemar Cerrón (es) au sein du parti) et 1 voix du Bloc enseignant de Concertation nationale.
Cette décision de censure envers la ministre du Travail s'inscrit dans un contexte de tensions entre Pedro Castillo et Pérou libre, avec la nomination de quatre nouveaux ministres indépendants en mai 2022. La veille du vote de la motion de censure, Waldemar Cerrón (es) a rencontré Pedro Castillo au Palais du gouvernement, évoquant une « conversation avec le président en tant qu'alliés, pas en camarades », durcissant le ton envers le président.
L'un des alliés de la coalition, le Pérou démocratique se montre critique envers les parlementaires de Pérou libre, sans doute car le groupe perd la seule ministre issu de ses rangs. L'élu Guillermo Bermejo (es) évoquant par exemple qu'« il y a des gens qui traînent autour du palais du gouvernement, qui démontrent pourquoi le vote d'un groupe, qui a voté avec les vacataires, et qui ont l'intention de faire un coup d'État parlementaire contre le gouvernement pour censurer un ministre dans une accusation qui Ils ne sont même pas d'accord », en référence au comportement de Cerrón.
Cette dimension de « bras de fer » et tensions avec certains membres de Pérou libre se confirme le soir même de la motion de censure, puisque des parlementaires ayant voté pour la censure exprime la nécessité de nommer un membre de Pérou libre en tant que ministre du Travail.
Le 30 mai 2022, Pedro Castillo décide la nomination de Juan Lira Loayza en tant que ministre du Travail et de la Promotion de l'emploi. Il était jusqu'alors Directeur général de la Direction générale des droits fondamentaux de la santé et de la sécurité au travail du même ministère.

#### Démission de Javier Arce Alvarado
Le 22 mai 2022, Javier Arce Alvarado est nommé ministre du Développement agraire et de l'Irrigation.
Le 5 juin 2022, après deux semaines en tant que ministre, Javier Arce annonce sa démission en raison de l'absence de la mention dans sa déclaration de serment de sa peine de prison pour le crime présumé d'usurpation de fonctions et d'autres enquêtes en cours. Le président Pedro Castillo l'accepte le même jour.

#### Démission refusée d'Aníbal Torres
Le 3 août 2022, Aníbal Torres annonce et remet sa démission de président du Conseil des ministres au président Pedro Castillo. Celui-ci évoque des raisons personnelles, notamment le souhait d'un retour à sa vie académique et universitaire. Cette démission intervient sur fond d'une forte désapprobation, avec 66% des péruviens interrogés par Ipsos Pérou souhaitant la démission de Torres.
Selon le journal El Comercio, le président serait à l'étude de plusieurs successeurs. Notamment le ministre de la Culture Alejandro Salas, ayant démissionné récemment de son parti Nous sommes le Pérou et ayant démontré un soutien du président. Le ministre a notamment rencontré Pedro Castillo deux fois, lundi 1er et mardi 2 août, avec des réunions de deux heures.
Deux autres noms seraient également étudiés, l'ancienne ministre Betssy Chávez, censurée et faisant débat y compris même au sein de la gauche, ayant rencontré Pedro Castillo pendant trois heures lundi 1er août. Le second nom étudié serait Roberto Sánchez, ministre historique d'Ensemble pour le Pérou, dernier parti de gauche membre du gouvernement.
Le 5 août 2022, c'est-à-dire deux jours après la démission d'Aníbal Torres, Pedro Castillo annonce la refuser, préférant procéder à un remaniement ministériel. Ce remaniement peut s'expliquer par la crise politique en cours, les différentes affaires judiciaires dont il fait l'objet, et craignant de ne plus pouvoir faire accepter au Congrès un nouveau gouvernement, et un refus du le vote de confiance.

#### Remaniement du 5 août 2022
Le 5 août 2022, le président Pedro Castillo décide un remaniement de son quatrième gouvernement aux portefeuilles des Affaires étrangères, le Logement et la Construction, le Transport, l'Économie et des Finances, le Travail et la Culture.
Le nouveau ministre des Affaires étrangères Miguel Rodríguez MacKay est un avocat spécialisé en droit international. Depuis l'élection de Pedro Castillo, il a été plusieurs fois membre du cabinet de différents ministres. Sur la question des relations internationales, il est proche du président, partageant l'importance du Forum de São Paulo pour structurer la gauche latino-américaine.
Le nouveau ministre de l'Économie et des Finances Kurt Burneo est un économiste reconnu, il fut conseiller économique des candidats puis présidents Alejandro Toledo et Ollanta Humala, ce dernier le nomma ministre de la Production en 2011.
Les quatre autres portefeuilles voit un changement d'attribution et la nomination d'un nouveau ministre, César Paniagua au Logement et la Construction, tandis que l'ancien ministre de ce même portefeuille, Geiner Alvarado, est nommé aux Transports.
Il y a un changement entre le portefeuille du Travail et de la Culture, Alejandro Salas passant au ministère du Travail, et laissant sa place à la Culture à l'ancienne ministre censurée Betssy Chávez. Cette nomination marque également le retour du groupe Pérou démocratique au gouvernement.

#### Nominations du 24 août 2022

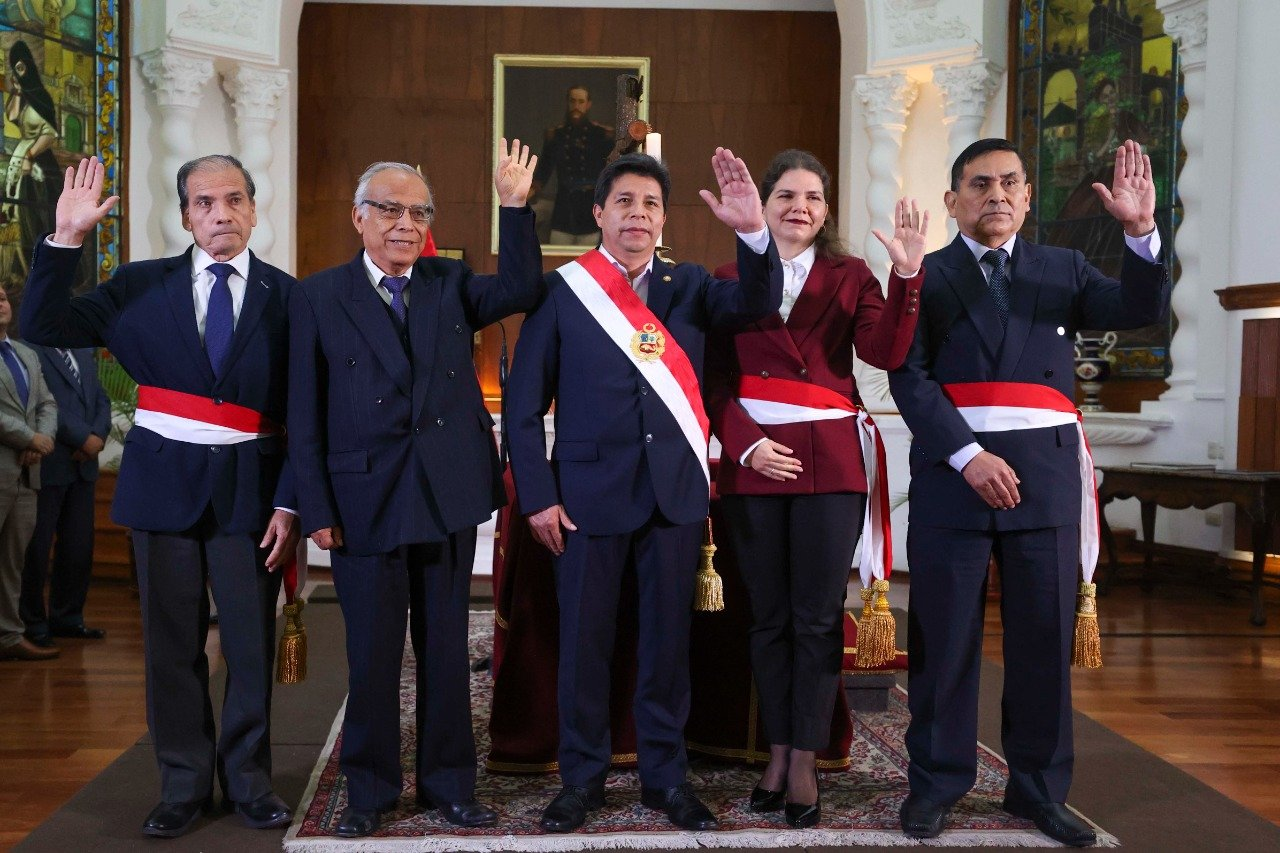
Les trois nouveaux ministres lors de la cérémonie de prise de fonction le 24 août 2022. (de gauche à droite : Richard Tineo, Claudia Dávila et Wilbert Rozas)

Le 24 août 2022, quelques jours après l'annonce de l'annonce de la démission du ministre José Luis Gavidia, Pedro Castillo nomme un nouveau ministre de la Défense et de nouvelles nominations à l'Environnement et à la Femme et Populations vulnérables.
Le nouveau ministre de la Défense Richard Tineo est un avocat et général retraité de l'armée. Avant d'être nommé ministre, Tineo était directeur général de la Direction générale des politiques de communication et de régulation du Ministère des Transports depuis le 5 mai 2022.
Le nouveau ministre de l'Environnement Wilbert Rozas est un ancien membre du Congrès péruvien, et deux fois maire de deux différentes villes. Il est adhérent au Front large, signant le retour du parti au gouvernement, bien que celui-ci n'ait pas d'élu au Congrès.
La nouvelle ministre de la Femme et des Populations vulnérables Claudia Dávila est une avocate, elle possède de l'expérience professionnelle dans des institutions, des cabinets d'avocats, et des ONG. Elle a par exemple été conseillère auprès du vice-ministère des Populations Vulnérables au sein du Ministère de la Femme, et occupant différentes fonctions des cabinets de l'Intérieur et la Justice.

#### Remaniement du 13 septembre 2022

##### Démission de Miguel Rodríguez MacKay
Le 10 septembre 2022, Miguel Rodríguez MacKay démissionne de sa fonction de ministre des affaires étrangères. Après un mois en tant que ministre, le principal désaccord fut notamment avec le président Pedro Castillo sur la reconnaissance et le rétablissement des liens diplomatiques de la République arabe sahraouie démocratique, que Pedro Castillo a rétabli deux jours auparavant, le 8 septembre.

##### Modifications de ministères
Le président Pedro Castillo est donc forcé a mener un remaniement en conséquence de la démission du ministre des Affaires étrangères. Le 13 septembre 2022, Pedro Castillo fait prêter serment à deux nouveaux ministres, il décide de faire revenir au ministère des Affaires étrangères l'ancien ministre César Landa, présent dans le gouvernement jusqu'au 5 août.
Le président décide également d'un remaniement au portefeuille du ministère du Développement agraire en nommant Jenny Ocampo, une ingénieure agronome, en raison de nombreuses critiques de l'action de Andrés Alencastre par Pedro Castillo lui-même.

#### Remaniement du 24 septembre 2022
Le 24 septembre, Pedro Castillo procède à un remaniement de deux portefeuilles, notamment du ministère des Transports en raison de la censure par le Congrès du ministre Geiner Alvarado le 15 septembre dernier, accusé d'être à la tête d'une organisation criminelle menant des actions de corruption, avec Pedro Castillo. Le président Castillo nomme le ministre de la Défense Richard Tinéo, issu du remaniement du 13 septembre, au portefeuille des Transports.
Pedro Castillo procède en conséquence au remplacement du portefeuille de la Défense, par la nomination d'un ancien officier de l'armée de l'air et collaborateur du ministre Roberto Sánchez, Daniel Barragán.

#### Remaniement du 27 octobre 2022
Le 27 octobre, en raison de la destitution du ministre de la Santé Jorge López Peña par Pedro Castillo le 23 octobre, accusé de détournement de fonds afin d'acheter un appartement, procède au remaniement du portefeuille. Le président décide la nomination de Kelly Portalatino, une députée de Pérou libre, marquant le retour du parti au sein du gouvernement depuis les ruptures de mai 2022.
La nouvelle ministre est un électron libre au sein du parti et au sein de la coalition gouvernementale, faisant partie de la scission interne au parti refusant la confiance au deuxième gouvernement de Castillo dirigé par Mirtha Vásquez, votant en faveur de la motion de censure des ministres Geiner Alvarado et Betssy Chávez, et critiquant les actions d'Aníbal Torres et de Dina Boluarte.
Lors de sa nomination et à l'occasion de sa première interview, elle déclare que sa nomination est le choix et la proposition du Président du Conseil Aníbal Torres, en raison de son expérience législative sur les sujets de santé, notamment l'amélioration des soins.
Lors de la censure du ministre Hernán Condori en avril 2022, le président du groupe parlementaire de Pérou libre Waldemar Cerrón (es) a affirmé que « Kelly Portalatino a toujours été une option (...) Évidemment, chacun d'entre nous peut avoir cette possibilité et ce travail » (au ministère de la Santé). Pedro Castillo vient donc satisfaire une demande historique du parti de gauche radicale.

### Démission
Torres démissionne finalement le 24 novembre suivant quand le Congrès refuse d'organiser un vote de confiance.

## Composition

### Initiale (8 février 2022)
Par rapport au gouvernement Castillo III, les nouveaux ministres sont indiqués en gras et ceux ayant changé d'attribution en italique.
| Image                 | Fonction                                                        | Nom | Nom                                        | Parti  |
| --------------------- | --------------------------------------------------------------- | --- | ------------------------------------------ | ------ |
|                       | Président de la République                                      |     | Pedro Castillo                             | Indép. |
| Conseil des ministres |                                                                 |     |                                            |        |
|                       | Président du Conseil des ministres                              |     | Aníbal Torres                              | Indép. |
|                       | Ministre des Affaires étrangères                                |     | César Landa                                | Indép. |
|                       | Ministre de la Défense                                          |     | José Luis Gavidia                          | Indép. |
|                       | Ministre de l'Économie et des Finances                          |     | Óscar Graham                               | Indép. |
|                       | Ministre de l’Intérieur                                         |     | Alfonso Chávarry                           | Indép. |
|                       | Ministre de la Justice et des Droits de l'homme                 |     | Ángel Yldefonso Narro                      | Indép. |
|                       | Ministre de la Justice et des Droits de l'homme                 |     | Félix Chero (à partir du 19/03/2022)       | Indép. |
|                       | Ministre de l’Éducation                                         |     | Rosendo Serna                              | DVG    |
|                       | Ministre de la Santé                                            |     | Hernán Condori                             | PL     |
|                       | Ministre de la Santé                                            |     | Jorge López Peña (à partir du 07/04/2022)  | Indép. |
|                       | Ministre du Développement agraire et de l'Irrigation            |     | Óscar Zea                                  | PL     |
|                       | Ministre du Travail et de la Promotion de l'emploi              |     | Betssy Chávez                              | PD     |
|                       | Ministre de la Production                                       |     | Jorge Luis Prado Palomino                  | Indép. |
|                       | Ministre du Commerce extérieur et du Tourisme                   |     | Roberto Sánchez                            | JP     |
|                       | Ministre de l'Énergie et des Mines                              |     | Carlos Palacios                            | PL     |
|                       | Ministre des Transports et des Communications                   |     | Juan Francisco Silva (jusqu'au 04/03/2022) | PL     |
|                       | Ministre des Transports et des Communications                   |     | Nicolás Bustamante                         | Indép. |
|                       | Ministre du Logement, de la Construction et de l'Assainissement |     | Geiner Alvarado                            | Indép. |
|                       | Ministre de la Femme et des Populations vulnérables             |     | Diana Miloslavich                          | Indép. |
|                       | Ministre de l'Environnement                                     |     | Modesto Montoya                            | Indép. |
|                       | Ministre de la Culture                                          |     | Alejandro Salas                            | Indép. |
|                       | Ministre du Développement et de l'Inclusion sociale             |     | Dina Boluarte                              | Indép. |

### Remaniement du 22 mai 2022
Les nouveaux ministres sont indiqués en gras et ceux ayant changé d'attribution en italique.
| Image                 | Fonction                                                        | Nom | Nom                                                | Parti  |
| --------------------- | --------------------------------------------------------------- | --- | -------------------------------------------------- | ------ |
|                       | Président de la République                                      |     | Pedro Castillo                                     | Indép. |
| Conseil des ministres |                                                                 |     |                                                    |        |
|                       | Président du Conseil des ministres                              |     | Aníbal Torres                                      | Indép. |
|                       | Ministre des Affaires étrangères                                |     | César Landa                                        | Indép. |
|                       | Ministre de la Défense                                          |     | José Luis Gavidia                                  | Indép. |
|                       | Ministre de l'Économie et des Finances                          |     | Óscar Graham                                       | Indép. |
|                       | Ministre de l’Intérieur                                         |     | Dimitri Senmache                                   | Indép. |
|                       | Ministre de la Justice et des Droits de l'homme                 |     | Félix Chero                                        | Indép. |
|                       | Ministre de l’Éducation                                         |     | Rosendo Serna                                      | DVG    |
|                       | Ministre de la Santé                                            |     | Jorge López Peña                                   | Indép. |
|                       | Ministre du Développement agraire et de l'Irrigation            |     | Javier Arce Alvarado (du 22/05/2022 au 05/06/2022) | PL     |
|                       | Ministre du Développement agraire et de l'Irrigation            |     | Andrés Alencastre (à partir du 06/06/2022)         | Indép. |
|                       | Ministre du Travail et de la Promotion de l'emploi              |     | Betssy Chávez                                      | PD     |
|                       | Ministre du Travail et de la Promotion de l'emploi              |     | Juan Lira Loayza (à partir du 30/05/2022)          | Indép. |
|                       | Ministre de la Production                                       |     | Jorge Luis Prado Palomino                          | Indép. |
|                       | Ministre du Commerce extérieur et du Tourisme                   |     | Roberto Sánchez                                    | JP     |
|                       | Ministre de l'Énergie et des Mines                              |     | Alessandra Herrera                                 | Indép. |
|                       | Ministre des Transports et des Communications                   |     | Juan Barranzuela Quiroga                           | Indép. |
|                       | Ministre du Logement, de la Construction et de l'Assainissement |     | Geiner Alvarado                                    | Indép. |
|                       | Ministre de la Femme et des Populations vulnérables             |     | Diana Miloslavich                                  | Indép. |
|                       | Ministre de l'Environnement                                     |     | Modesto Montoya                                    | Indép. |
|                       | Ministre de la Culture                                          |     | Alejandro Salas                                    | Indép. |
|                       | Ministre du Développement et de l'Inclusion sociale             |     | Dina Boluarte                                      | Indép. |

### Remaniement du 5 août 2022
Les nouveaux ministres sont indiqués en gras et ceux ayant changé d'attribution en italique.
| Image                 | Fonction                                                        | Nom | Nom                       | Parti  |
| --------------------- | --------------------------------------------------------------- | --- | ------------------------- | ------ |
|                       | Président de la République                                      |     | Pedro Castillo            | Indép. |
| Conseil des ministres |                                                                 |     |                           |        |
|                       | Président du Conseil des ministres                              |     | Aníbal Torres             | Indép. |
|                       | Ministre des Affaires étrangères                                |     | Miguel Rodríguez MacKay   | Indép. |
|                       | Ministre de la Défense                                          |     | José Luis Gavidia         | Indép. |
|                       | Ministre de l'Économie et des Finances                          |     | Kurt Burneo               | Indép. |
|                       | Ministre de l’Intérieur                                         |     | Willy Huerta              | Indép. |
|                       | Ministre de la Justice et des Droits de l'homme                 |     | Félix Chero               | Indép. |
|                       | Ministre de l’Éducation                                         |     | Rosendo Serna             | DVG    |
|                       | Ministre de la Santé                                            |     | Jorge López Peña          | Indép. |
|                       | Ministre du Développement agraire et de l'Irrigation            |     | Andrés Alencastre         | Indép. |
|                       | Ministre du Travail et de la Promotion de l'emploi              |     | Alejandro Salas           | Indép. |
|                       | Ministre de la Production                                       |     | Jorge Luis Prado Palomino | Indép. |
|                       | Ministre du Commerce extérieur et du Tourisme                   |     | Roberto Sánchez           | JP     |
|                       | Ministre de l'Énergie et des Mines                              |     | Alessandra Herrera        | Indép. |
|                       | Ministre des Transports et des Communications                   |     | Geiner Alvarado           | Indép. |
|                       | Ministre du Logement, de la Construction et de l'Assainissement |     | César Paniagua            | Indép. |
|                       | Ministre de la Femme et des Populations vulnérables             |     | Diana Miloslavich         | Indép. |
|                       | Ministre de l'Environnement                                     |     | Modesto Montoya           | Indép. |
|                       | Ministre de la Culture                                          |     | Betssy Chávez             | PD     |
|                       | Ministre du Développement et de l'Inclusion sociale             |     | Dina Boluarte             | Indép. |

### Remaniement du 24 août 2022
Les nouveaux ministres sont indiqués en gras et ceux ayant changé d'attribution en italique.
| Image                 | Fonction                                                        | Nom | Nom                       | Parti  |
| --------------------- | --------------------------------------------------------------- | --- | ------------------------- | ------ |
|                       | Président de la République                                      |     | Pedro Castillo            | Indép. |
| Conseil des ministres |                                                                 |     |                           |        |
|                       | Président du Conseil des ministres                              |     | Aníbal Torres             | Indép. |
|                       | Ministre des Affaires étrangères                                |     | Miguel Rodríguez MacKay   | Indép. |
|                       | Ministre de la Défense                                          |     | Richard Tineo             | Indép. |
|                       | Ministre de l'Économie et des Finances                          |     | Kurt Burneo               | Indép. |
|                       | Ministre de l’Intérieur                                         |     | Willy Huerta              | Indép. |
|                       | Ministre de la Justice et des Droits de l'homme                 |     | Félix Chero               | Indép. |
|                       | Ministre de l’Éducation                                         |     | Rosendo Serna             | DVG    |
|                       | Ministre de la Santé                                            |     | Jorge López Peña          | Indép. |
|                       | Ministre du Développement agraire et de l'Irrigation            |     | Andrés Alencastre         | Indép. |
|                       | Ministre du Travail et de la Promotion de l'emploi              |     | Alejandro Salas           | Indép. |
|                       | Ministre de la Production                                       |     | Jorge Luis Prado Palomino | Indép. |
|                       | Ministre du Commerce extérieur et du Tourisme                   |     | Roberto Sánchez           | JP     |
|                       | Ministre de l'Énergie et des Mines                              |     | Alessandra Herrera        | Indép. |
|                       | Ministre des Transports et des Communications                   |     | Geiner Alvarado           | Indép. |
|                       | Ministre du Logement, de la Construction et de l'Assainissement |     | César Paniagua            | Indép. |
|                       | Ministre de la Femme et des Populations vulnérables             |     | Claudia Dávila            | Indép. |
|                       | Ministre de l'Environnement                                     |     | Wilbert Rozas             | FL     |
|                       | Ministre de la Culture                                          |     | Betssy Chávez             | PD     |
|                       | Ministre du Développement et de l'Inclusion sociale             |     | Dina Boluarte             | Indép. |

### Remaniement du 13 septembre 2022
Les nouveaux ministres sont indiqués en gras et ceux ayant changé d'attribution en italique.
| Image                 | Fonction                                                        | Nom | Nom                       | Parti  |
| --------------------- | --------------------------------------------------------------- | --- | ------------------------- | ------ |
|                       | Président de la République                                      |     | Pedro Castillo            | Indép. |
| Conseil des ministres |                                                                 |     |                           |        |
|                       | Président du Conseil des ministres                              |     | Aníbal Torres             | Indép. |
|                       | Ministre des Affaires étrangères                                |     | César Landa               | Indép. |
|                       | Ministre de la Défense                                          |     | Richard Tineo             | Indép. |
|                       | Ministre de l'Économie et des Finances                          |     | Kurt Burneo               | Indép. |
|                       | Ministre de l’Intérieur                                         |     | Willy Huerta              | Indép. |
|                       | Ministre de la Justice et des Droits de l'homme                 |     | Félix Chero               | Indép. |
|                       | Ministre de l’Éducation                                         |     | Rosendo Serna             | DVG    |
|                       | Ministre de la Santé                                            |     | Jorge López Peña          | Indép. |
|                       | Ministre du Développement agraire et de l'Irrigation            |     | Jenny Ocampo              | Indép. |
|                       | Ministre du Travail et de la Promotion de l'emploi              |     | Alejandro Salas           | Indép. |
|                       | Ministre de la Production                                       |     | Jorge Luis Prado Palomino | Indép. |
|                       | Ministre du Commerce extérieur et du Tourisme                   |     | Roberto Sánchez           | JP     |
|                       | Ministre de l'Énergie et des Mines                              |     | Alessandra Herrera        | Indép. |
|                       | Ministre des Transports et des Communications                   |     | Geiner Alvarado           | Indép. |
|                       | Ministre du Logement, de la Construction et de l'Assainissement |     | César Paniagua            | Indép. |
|                       | Ministre de la Femme et des Populations vulnérables             |     | Claudia Dávila            | Indép. |
|                       | Ministre de l'Environnement                                     |     | Wilbert Rozas             | FL     |
|                       | Ministre de la Culture                                          |     | Betssy Chávez             | PD     |
|                       | Ministre du Développement et de l'Inclusion sociale             |     | Dina Boluarte             | Indép. |

### Remaniement du 24 septembre 2022
Les nouveaux ministres sont indiqués en gras et ceux ayant changé d'attribution en italique.
| Image                 | Fonction                                                        | Nom | Nom                       | Parti  |
| --------------------- | --------------------------------------------------------------- | --- | ------------------------- | ------ |
|                       | Président de la République                                      |     | Pedro Castillo            | Indép. |
| Conseil des ministres |                                                                 |     |                           |        |
|                       | Président du Conseil des ministres                              |     | Aníbal Torres             | Indép. |
|                       | Ministre des Affaires étrangères                                |     | César Landa               | Indép. |
|                       | Ministre de la Défense                                          |     | Daniel Barragán           | UPP    |
|                       | Ministre de l'Économie et des Finances                          |     | Kurt Burneo               | Indép. |
|                       | Ministre de l’Intérieur                                         |     | Willy Huerta              | Indép. |
|                       | Ministre de la Justice et des Droits de l'homme                 |     | Félix Chero               | Indép. |
|                       | Ministre de l’Éducation                                         |     | Rosendo Serna             | DVG    |
|                       | Ministre de la Santé                                            |     | Jorge López Peña          | Indép. |
|                       | Ministre du Développement agraire et de l'Irrigation            |     | Jenny Ocampo              | Indép. |
|                       | Ministre du Travail et de la Promotion de l'emploi              |     | Alejandro Salas           | Indép. |
|                       | Ministre de la Production                                       |     | Jorge Luis Prado Palomino | Indép. |
|                       | Ministre du Commerce extérieur et du Tourisme                   |     | Roberto Sánchez           | JP     |
|                       | Ministre de l'Énergie et des Mines                              |     | Alessandra Herrera        | Indép. |
|                       | Ministre des Transports et des Communications                   |     | Richard Tineo             | Indép. |
|                       | Ministre du Logement, de la Construction et de l'Assainissement |     | César Paniagua            | Indép. |
|                       | Ministre de la Femme et des Populations vulnérables             |     | Claudia Dávila            | Indép. |
|                       | Ministre de l'Environnement                                     |     | Wilbert Rozas             | FL     |
|                       | Ministre de la Culture                                          |     | Betssy Chávez             | PD     |
|                       | Ministre du Développement et de l'Inclusion sociale             |     | Dina Boluarte             | Indép. |

### Remaniement du 27 octobre 2022
Les nouveaux ministres sont indiqués en gras et ceux ayant changé d'attribution en italique.
| Image                 | Fonction                                                        | Nom | Nom                       | Parti  |
| --------------------- | --------------------------------------------------------------- | --- | ------------------------- | ------ |
|                       | Président de la République                                      |     | Pedro Castillo            | Indép. |
| Conseil des ministres |                                                                 |     |                           |        |
|                       | Président du Conseil des ministres                              |     | Aníbal Torres             | Indép. |
|                       | Ministre des Affaires étrangères                                |     | César Landa               | Indép. |
|                       | Ministre de la Défense                                          |     | Daniel Barragán           | UPP    |
|                       | Ministre de l'Économie et des Finances                          |     | Kurt Burneo               | Indép. |
|                       | Ministre de l’Intérieur                                         |     | Willy Huerta              | Indép. |
|                       | Ministre de la Justice et des Droits de l'homme                 |     | Félix Chero               | Indép. |
|                       | Ministre de l’Éducation                                         |     | Rosendo Serna             | DVG    |
|                       | Ministre de la Santé                                            |     | Kelly Portalatino         | PL     |
|                       | Ministre du Développement agraire et de l'Irrigation            |     | Jenny Ocampo              | Indép. |
|                       | Ministre du Travail et de la Promotion de l'emploi              |     | Alejandro Salas           | Indép. |
|                       | Ministre de la Production                                       |     | Jorge Luis Prado Palomino | Indép. |
|                       | Ministre du Commerce extérieur et du Tourisme                   |     | Roberto Sánchez           | JP     |
|                       | Ministre de l'Énergie et des Mines                              |     | Alessandra Herrera        | Indép. |
|                       | Ministre des Transports et des Communications                   |     | Richard Tineo             | Indép. |
|                       | Ministre du Logement, de la Construction et de l'Assainissement |     | César Paniagua            | Indép. |
|                       | Ministre de la Femme et des Populations vulnérables             |     | Claudia Dávila            | Indép. |
|                       | Ministre de l'Environnement                                     |     | Wilbert Rozas             | FL     |
|                       | Ministre de la Culture                                          |     | Betssy Chávez             | PD     |
|                       | Ministre du Développement et de l'Inclusion sociale             |     | Dina Boluarte             | Indép. |